# 1951-es Formula–1 belga nagydíj
Az 1951-es Formula–1-es világbajnokság harmadik futama a belga nagydíj volt.

## Időmérő
| Poz. | Versenyző                        | Idő      |
| ---- | -------------------------------- | -------- |
| 1    | Juan Manuel Fangio (Alfa Romeo)  | 4:25.000 |
| 2    | Giuseppe Farina (Alfa Romeo)     | 4:28.000 |
| 3    | Luigi Villoresi (Ferrari)        | 4:29.000 |
| 4    | Alberto Ascari (Ferrari)         | 4:30.000 |
| 5    | Piero Taruffi (Alfa Romeo)       | 4:32.000 |
| 6    | Consalvo Sanesi (Alfa Romeo 158) | 4:36.000 |
| 7    | Louis Rosier (Talbot-Lago)       | 4:45.000 |
| 8    | Yves Giraud-Cabantous            | 4:52.000 |
| 9    | Louis Chiron (Talbot-Lago)       | 5:01.000 |
| 10   | Philippe Etancelin (Talbot-Lago) | 5:04.000 |
| 11   | Johnny Claes (Talbot-Lago)       | 5:09.000 |
| 12   | André Pilette (Talbot-Lago)      | 5:16.000 |
| 13   | Pierre Levegh (Talbot-Lago)      | 5:17.000 |

## Futam
Az időmérőn a pole pozíciót Juan Manuel Fangio szerezte meg, aki ezen a versenyen egy új fejlesztésű autóval indult. A rajtrács első sorából rajta kívül Farina és Villoresi indulhatott. Az első boxkiállásoknál hibáztak az Alfa Romeo szerelői, ugyanis Fangio boxkiállása mintegy 14 percet vett igénybe. Addig Fangio nagyszerű csatát vívott Farinával. Végül 4 kör hátránnyal ért célba, de annak köszönhetően, hogy ő futotta meg a verseny leggyorsabb körét, szerzett 1 pontot. Ezen a versenyen a Ferrarik és az Alfa Romeók domináltak, a leggyengébb az Alfás Sanesi volt, aki a 6. helyről rajtolt, előle csak Ferrarik és Alfa Romeók indultak. A mezőny nagyobb részét alkotó, Talbot-Lago-val és Maseratival induló versenyzők ezen a versenyen teljesen versenyképtelenek voltak. A legjobb nem Ferraris és Alfa Romeos versenyző, Louis Rosier is 9 másodperccel volt lemaradva Sanesitől. A versenyt végül Farina magabiztosan, közel 3 perces előnnyel nyerte Ascari előtt. A dobogó alsó fokára Villoresi állhatott fel. A 4. helyezett Rosier már 2 kör hátránnyal ért célba.
| Helyezés | No | Versenyző             | Csapat             | Körök | Idő/Kiesések             | Start | Pont |
| -------- | -- | --------------------- | ------------------ | ----- | ------------------------ | ----- | ---- |
| 1        | 4  | Nino Farina           | Alfa Romeo         | 36    | 2:45'66,2 (183,985 km/h) | 2     | 8    |
| 2        | 8  | Alberto Ascari        | Ferrari            | 36    | + 2'51,0                 | 4     | 6    |
| 3        | 10 | Luigi Villoresi       | Ferrari            | 36    | + 4'21,9                 | 3     | 4    |
| 4        | 14 | Louis Rosier          | Talbot-Lago-Talbot | 34    | + 2 Kör                  | 7     | 3    |
| 5        | 22 | Yves Giraud-Cabantous | Talbot-Lago-Talbot | 34    | + 2 Kör                  | 8     | 2    |
| 6        | 24 | André Pilette         | Talbot-Lago-Talbot | 33    | + 3 Kör                  | 12    |      |
| 7        | 16 | Johnny Claes          | Talbot-Lago-Talbot | 33    | + 3 Kör                  | 11    |      |
| 8        | 26 | Pierre Levegh         | Talbot-Lago-Talbot | 32    | + 4 Kör                  | 13    |      |
| 9        | 2  | Juan Manuel Fangio    | Alfa Romeo         | 32    | + 4 Kör                  | 1     | 1    |
| Ki       | 18 | Louis Chiron          | Talbot-Lago-Talbot | 28    | Motor                    | 9     |      |
| Ki       | 6  | Consalvo Sanesi       | Alfa Romeo         | 11    | Hűtő                     | 6     |      |
| Ki       | 12 | Piero Taruffi         | Ferrari            | 8     | Sebességváltó            | 5     |      |
| Ki       | 20 | Philippe Étancelin    | Talbot-Lago-Talbot | 0     | Sebességváltó            | 10    |      |

### Statisztikák
A versenyben vezettek: Luigi Villoresi 2 kör (1-2), Nino Farina 33 kör (3-14/16-36), Juan Manuel Fangio 1 kör (15).
- Fangio 6. (R) pole pozíciója
- Fangio 5. (R) leggyorsabb köre
- Nino Farina 4. győzelme.
- Alfa Romeo 8. (R) győzelme.
- Alfa Romeo 8. (R) pole pozíciója
- Alfa Romeo 8. (R) leggyorsabb köre